# Drop-in (skateboard)

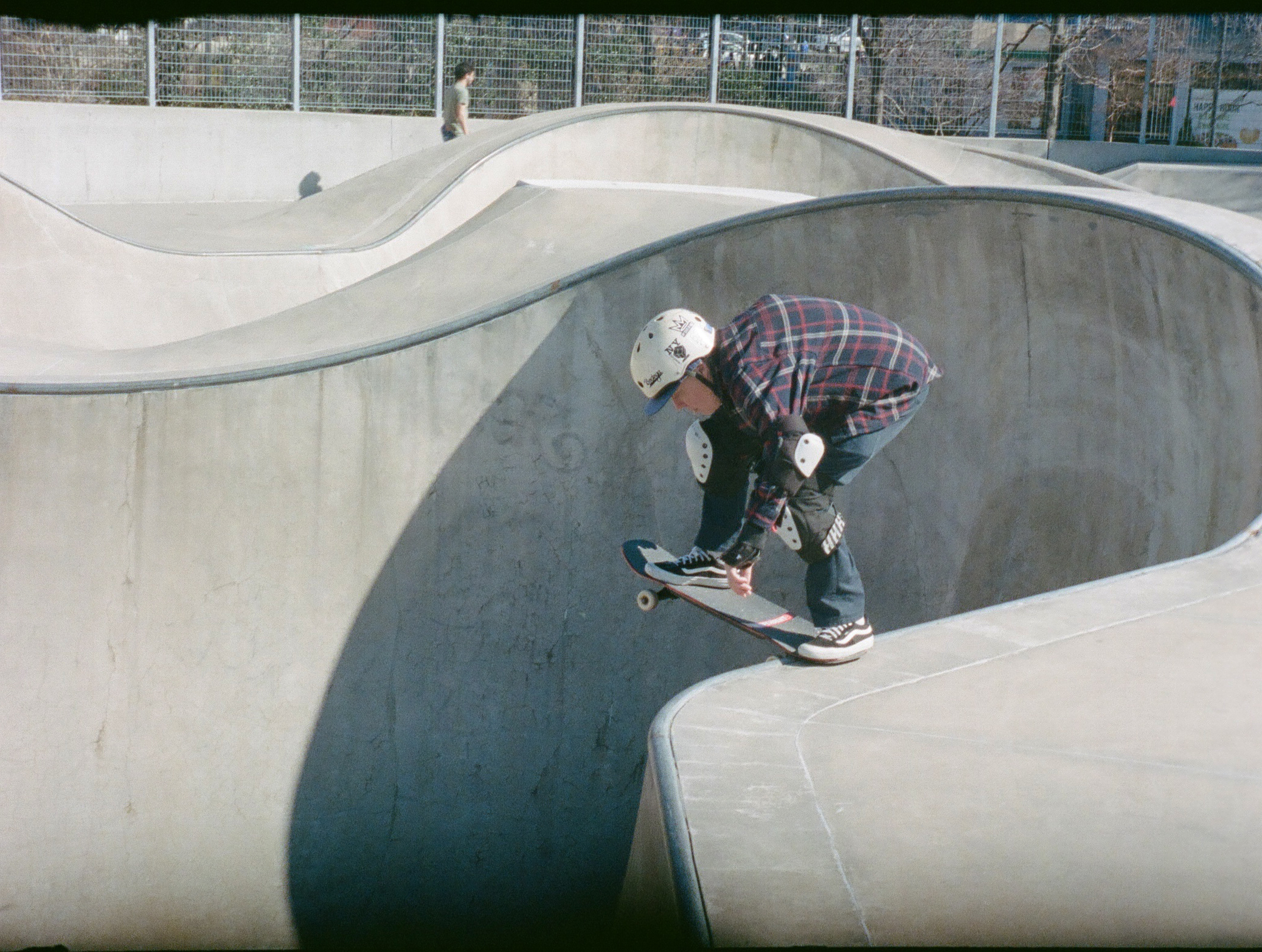
Lo skater newyorkese Ian Clarke mentre si prepara ad eseguire un drop-in – Hudson River Park, Manhattan, New York (NY)

Il drop-in è un trick fondamentale dello sport dello skateboard, utilizzato per entrare in un half-pipe partendo dalla parte orizzontale posta in cima alla rampa, nota come deck, anziché posizionarvisi all'interno e acquisendo velocità con la tecnica del pumping (ossia piegando e distendendo ritmicamente le ginocchia). In italiano ci si può riferire all'azione del drop-in con il verbo "droppare".

## Caratteristiche
Il drop-in permette a chi lo esegue di ottenere la velocità iniziale sfruttando l'energia potenziale gravitazionale. Anziché raggiungere la cima della rampa partendo dal basso con il pumping, grazie al drop-in è possibile ottenere una velocità elevata sin dall'inizio.
Per eseguire un drop-in bisogna dapprima posizionarsi sul deck. Una volta sistemato il piede posteriore sul tail dello skateboard (cioè la punta posteriore), è necessario spingere quest'ultimo verso la discesa, facendo sì che le ruote posteriori passino oltre il bordo del coping (ossia il bordo rinforzato situato tra il deck e la transizione). Per entrare nella rampa, si deve spostare attivamente il peso sul piede anteriore, concentrandolo in avanti e utilizzando il braccio e la spalla anteriori per dirigere il movimento.
Per evitare di cadere all'indietro, è di vitale importanza concentrare il peso in avanti. Tuttavia, inclinarsi troppo verso la direzione di marcia potrebbe risultare nella perdita di equilibrio opposta, comportando così una caduta in avanti. Nonostante sia una delle manovre più basilari dello skateboard vert, il drop-in è spesso temuto dai principianti, poiché la probabilità di cadere, soprattutto agli inizi, può sembrare elevata. In tal caso è opportuno imparare ad attutire adeguatamente le cadute, in modo tale da ridurre i danni in caso di possibili impatti.

## Storia
Il drop-in, insieme ad altre manovre basilari come il carving (ossia curvare lungo le pareti verticali dei bowl), fu introdotto agli albori dello skateboard vert, le cui radici affondano nella Los Angeles degli anni sessanta. Svuotando le proprie piscine, i primi skater vert passavano il tempo ad ideare nuove manovre all'interno di esse. Già negli anni settanta venivano eseguiti i primi aerial.
Questa manovra viene eseguita anche nello skateboard street, dove vengono sfruttati elementi dell'arredo urbano non necessariamente dotati di transition come le rampe vert. Lo skater Sammy Baca, originario di Las Vegas, fu in grado addirittura di "droppare" lungo una parete completamente verticale che, cambiando completamente angolo, termina in una discesa con un'inclinazione molto più lieve.